# RASA
RASA — російська поп-група, яка складається з подружжя Дарини Шейко і Віктора Поплєєва і була заснована у лютому 2018 року.
Здобули популярність того ж року завдяки пісні «Под фонарём», яка стала дев'ятою за популярністю у соціальній мережі «ВКонтакті».

## Дискографія

### Сингли
| Рік  | Назва                                     | Дата релізу  | Альбом      |
| ---- | ----------------------------------------- | ------------ | ----------- |
| 2018 | «Под фонарём»                             | 15 лютого    | без альбому |
| 2018 | «Молодым»                                 | 22 березня   | без альбому |
| 2018 | «Болею»                                   | 19 квітня    | без альбому |
| 2018 | «Витамин» (з Kavabanga, Depo & Kolibri)   | 18 травня    | без альбому |
| 2018 | «Полицай»                                 | 15 червня    | без альбому |
| 2018 | «Эликсир»                                 | 6 липня      | без альбому |
| 2018 | «Химия»                                   | 16 серпня    | без альбому |
| 2018 | «Baby»                                    | 26 жовтня    | без альбому |
| 2018 | «Dior»                                    | 23 листопада | без альбому |
| 2018 | «Давай замутим»                           | 18 грудня    | без альбому |
| 2019 | «Яблочный сироп» (з DJ Loyza)             | 28 лютого    | без альбому |
| 2019 | «Power Bank»                              | 29 березня   | без альбому |
| 2019 | «Фиолетово» (з Kavabanga, Depo & Kolibri) | 5 квітня     | без альбому |
| 2019 | «Супермодель» (совм. с VSEGDA17)          | 7 червня     | без альбому |
| 2019 | «Пчеловод»                                | 3 липня      | без альбому |

### Спільні сингли
| Рік  | Назва                    | Альбом      |
| ---- | ------------------------ | ----------- |
| 2018 | «BMW» (БЭ ПЭ feat. RASA) | без альбому |

## Відеографія
| Рік  | Кліп                       | Режисер                       | Альбом      |
| ---- | -------------------------- | ----------------------------- | ----------- |
| 2018 | «Под фонарём»              | Денис Курочкін                | без альбому |
| 2018 | «Эликсир»                  | Віктор Поплєєв и Дарина Шейко | без альбому |
| 2018 | «Baby» (вертикальне відео) | Віктор Поплєєв и Дарина Шейко | без альбому |
| 2018 | «Dior»                     | Талгат Сафаєв                 | без альбому |
| 2019 | «Фиолетово»                | невідомо                      | без альбому |
| 2019 | «Пчеловод»                 | Максим Мурочкін               | без альбому |

## Річні чарти
| Пісня                | Чарт (2018)                                     | Поз. | Дж.   |
| -------------------- | ----------------------------------------------- | ---- | ----- |
| RASA — «Под фонарём» | Apple Music Топ-100 в Росії: 2018 рік           | 81   | [ 5 ] |
| RASA — «Под фонарём» | TopHit Radio & YouTube — Top Year-End Hits 2018 | 148  | [ 6 ] |
| RASA — «Под фонарём» | TopHit YouTube — Top Year-End Hits              | 28   | [ 7 ] |

## Нагороди

### Премія RU.TV
| Рік  | Твір, що номінується | Категорія      | Результат |
| ---- | -------------------- | -------------- | --------- |
| 2019 | RASA                 | Потужний старт | Номінація |